# Mirina (amazona)
|  | Per a altres significats, vegeu «Mirina (desambiguació)». |

Segons la mitologia grega, Mirina (en grec antic: Μυρίνα, Myrina) va ser una amazona que, anant al capdavant del seu poble, va aconseguir victòries importants.
Va lluitar contra els atlants, que habitaven l'Atlàntida, un territori situat als confins de l'Ocèan, on, segons es deia, hi havien nascut els déus. Comandava un exèrcit de tres mil amazones a peu i vint mil a cavall, i va capturar una ciutat dels atlants que es deia Cerne. A continuació, va conquerir la capital, va matar tots els homes adults i es va endur presoners els nens i les dones. Immediatament va destruir la ciutat, i la resta dels atlants van capitular. Mirina va ser generosa i hi va concertar una aliança: va construir una ciutat, a la qual va posar el seu nom, i la va lliurar als presoners, convidant-los a establir-s'hi.
Els atlants li van demanar que els ajudés a lluitar contra les gòrgones, que vivien prop d'aquell territori. En una primera batalla, Mirina anava a aconseguir la victòria, però les gòrgones es van escapar. Més endavant, va aconseguir fer-les presoneres, però les gòrgones van prendre les armes a les guardianes i van sembrar de destrucció el campament de les amazones. Però les amazones es van refer i van continuar lluitant amb les gòrgones. Mirina va retre grans honors a les amazones mortes, i els va erigir una tomba formada per tres túmuls d'una mateixa alçada, i que en època històrica eren conegudes com les «Tombes de les amazones». Tot i que les gòrgones van ser derrotades, van aconseguir restablir el seu poder, i més endavant van lluitar contra Perseu i després contra Hèracles.
Posteriorment, Mirina va passar a Egipte després d'haver conquerit la major part de Líbia. A Egipte hi regnava Horus, fill d'Isis, amb qui va negociar un tractat d'amistat. Després es dirigí contra els àrabs, i va devastar Síria, i quan anava cap al nord, una ambaixada de cilicis va dir-li que el seu poble se sotmetia al seu poder. Va travessar el massís del Taure i Frígia, fins que arribà al Caïc, el seu objectiu. Al final, Mirina va morir a mans del rei Mopsos, un traci que havia estat expulsat del seu país per Licurg.